# Ровенский (Кемеровская область)
Ро́венский — посёлок в Кемеровском районе Кемеровской области. Входит в состав Арсентьевского сельского поселения.

## География
Центральная часть населённого пункта расположена на высоте 233 метров над уровнем моря.

## Население
По данным Всероссийской переписи населения 2010 года, в посёлке Ровенский проживает 100 человек (55 мужчин, 45 женщин).